# Finanza neutrale
In economia si definisce finanza neutrale quel tipo di finanza a cui sono attribuiti esclusivamente fini di mantenimento dell'apparato statale.

## Descrizione
La finanza neutrale fu elaborata dagli economisti classici di fine del XVIII secolo e inizio XIX secolo. Essi formularono questa teoria che aveva una nuova concezione di economia (rispetto alla fisiocrazia e al mercantilismo, correnti antecedenti a questa). La teoria sosteneva che il mercato era in grado di autoregolarsi e di garantire la massima occupazione, esentando quindi lo Stato da qualsiasi tipo di intervento economico e limitandolo alle sole funzioni istituzionali. 
Questa neutralità finanziaria era sostenuta dalla scuola classica anglosassone negli anni quaranta e suggeriva che i pubblici poteri non interferissero nell'economia, in quanto si supponeva che i problemi di carattere economico-sociale avrebbero trovato soluzioni in modo neutrale (naturale) dato il presunto equilibrio perfetto garantito dalla legge della domanda e dell'offerta. Questa teoria con la Grande Crisi del 1929 che colpì anche i paesi occidentali, fu messa in discussione dall'analisi keynesiana, il quale introdusse il nuovo concetto di Finanza Funzionale. Ossia la finanza pubblica non era più un sistema a sé stante come nella finanza neutrale, ma incominciò a penetrare all'interno del sistema economico assumendo sempre più un ruolo attivo.
La teoria si fondava sulla legge di Say, il quale sosteneva che l'offerta è uguale alla domanda, dato che ogni offerta riesce a trovare sbocco in una domanda. La conseguenza logica era quella di uno Stato che doveva sempre avere un bilancio in pareggio, perché un avanzo avrebbe voluto significare un cattivo ruolo dello Stato nel garantire le funzioni istituzionali, mentre un disavanzo significava che lo Stato era intervenuto troppo in economia e che quindi non si era limitato alle sole funzioni istituzionali, causando in entrambi i casi il malcontento della popolazione.